# Lubey
Lubey ist eine französische Gemeinde mit 215 Einwohnern (Stand: 1. Januar 2022) im Département Meurthe-et-Moselle in der Region Grand Est (bis 2015 Lothringen). Die Gemeinde gehört zum Arrondissement Val-de-Briey und ist Mitglied im Gemeindeverband Communauté de communes Orne Lorraine Confluences.

## Lage
Lubey liegt etwa 23 Kilometer westsüdwestlich von Thionville. Das Gemeindegebiet wird vom Flüsschen Rawe durchquert. Umgeben wird Lubey von den Nachbargemeinden Lantéfontaine im Norden und Osten, Les Baroches im Osten und Südosten, Ozerailles im Süden sowie Fléville-Lixières im Westen.

## Bevölkerungsentwicklung

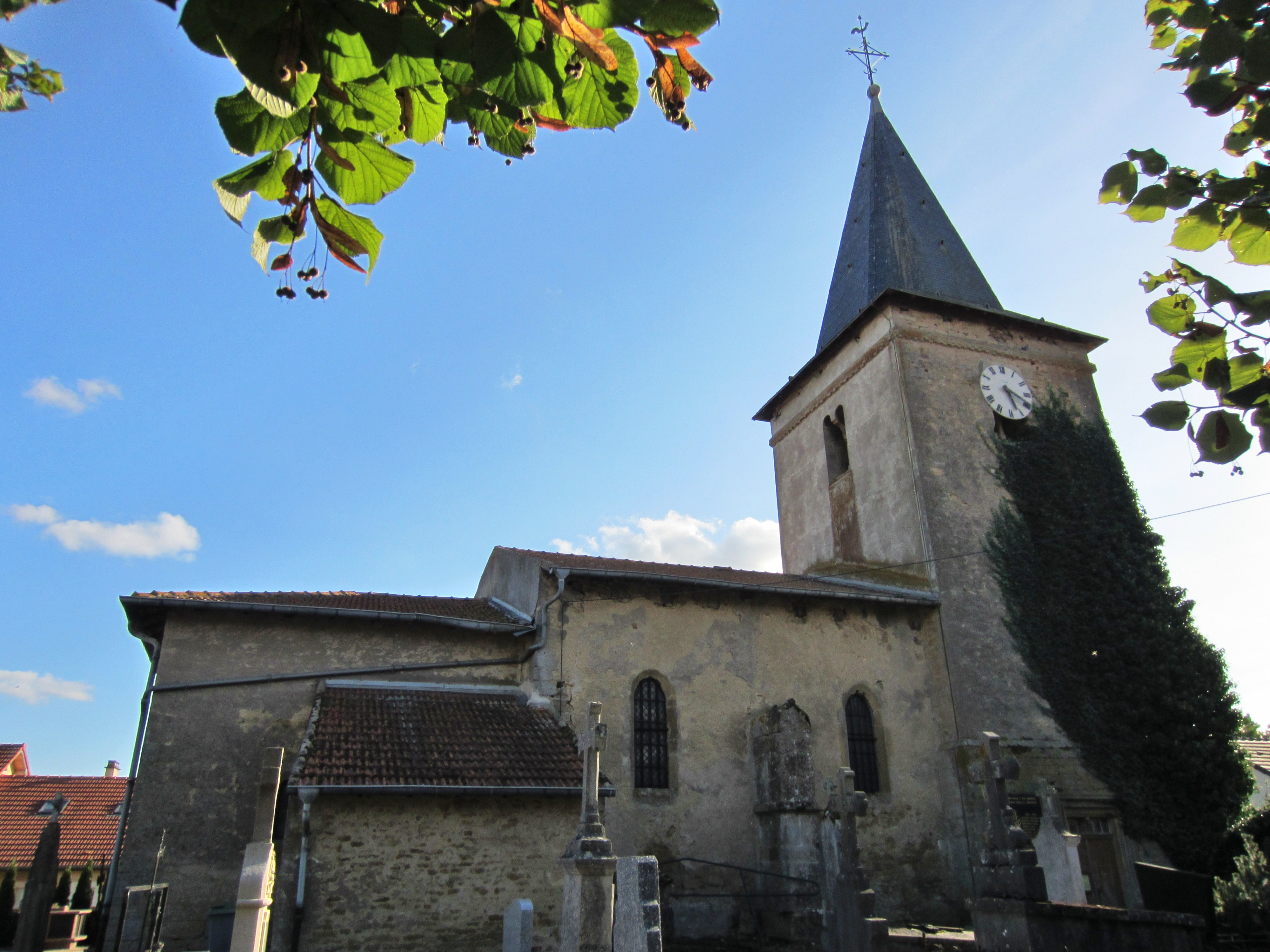
Pfarrkirche Saint-Étienne

| Jahr                       | 1962 | 1968 | 1975 | 1982 | 1990 | 1999 | 2006 | 2019 |
| Einwohner                  | 174  | 177  | 156  | 149  | 173  | 151  | 197  | 222  |
| Quellen: Cassini und INSEE |      |      |      |      |      |      |      |      |

## Sehenswürdigkeiten
- Pfarrkirche Saint-Étienne aus dem 12./13. Jahrhundert